# 미하일 보론초프 (군인)
미하일 세묘노비치 보론초프(러시아어: Князь Михаи́л Семёнович Воронцо́в, 1782년 5월 30일 ~ 	1856년 11월 18일)는 러시아 제국의 귀족이자 육군 원수로, 나폴레옹 전쟁과 캅카스 전쟁에서 여러 업적을 이루었다. 1844년부터 1845년까지는 캅카스 총독을 맡기도 했다.

## 유년기
미하일 보론초프는 1782년 5월 30일 러시아 제국 상트페테르부르크에서 태어났다. 아버지는 영국 주재 러시아 제국 대사였던 세묜 보론초프였고, 어머니는 예카테리나 알렉시비나 세냐비나였다. 미하일과 그의 여동생 예카테리나 셰묘노바 보론초바는 아버지 세묜이 영국에 있을 때 함께 런던으로 가 그곳에서 어린 시절을 보냈다.
미하일은 러시아 제국 관료였던 알렉산드르 보론초프, 표트르 3세의 후궁이었던 옐리자베타 보론초바, 그리고 예카테리나 2세의 친구이자 러시아 계몽주의의 주요 인물인 예카테리나 로마노브나 보론초바의 조카였다.

## 경력
미하일은 1803년부터 1804년까지 파벨 드미트리예비치 치챠노프 휘하에 있으면서 캅카스에서 복무했다. 1805년부터 1807년까지, 미하일은 나폴레옹 전쟁에 참전해 푸투스크 전투, 프리틀란트 전투에 참전했다. 1809년부터 1811년까지는 러시아-튀르크 전쟁에 참전했다. 러시아 원정 당시 미하일은 표트르 바그라티온 휘하의 신규 척탄병 사단을 지휘했다. 보로디노 전투에서 미하일의 군대는 전열에서 루이 니콜라 다부가 이끄는 프랑스군 3개 사단을 맞닥뜨려 패퇴해야 했다. 이후 미하일은 1813년 독일 전역, 1814년 프랑스 전역에서 싸웠다. 1815년부터 1818년까지는 프랑스 주둔 러시아 군단의 사령관을 맡았다.
1823년 5월 7일 미하일은 노보로시야의 총독과 베사라비야의 나메스티니크로 임명되었다. 러시아-튀르크 전쟁 당시 미하일은 부상당한 알렉산드르 세르게예비치 멘시코프의 뒤를 이어 바르나 포위군의 총지휘관을 맡았다. 1828년 9월 28일 미하일은 바르나를 점령하는데 성공했고, 그의 노력 덕분에 당시 오스만 제국에 창궐하고 있던 전염병이 러시아로 퍼지지 않게 되었다.
1844년 미하일은 캅카스 총독이 되어 해당 지역의 총사령관이 되었다. 미하일의 부대는 1845년 다르고 전투에서 거의 전멸하였지만 미하일은 체첸 숲으로 돌아가 목숨을 부지할 수 있었다. 미하일은 전쟁을 다시 개시해 1848년까지 다게스탄의 3분의 2를 차지했다. 이맘 샤밀에 맞서 미하일은 이치케리야 일대의 위험한 숲을 통과했는데, 이 공로를 인정받아 직급이 올라가게 되었다. 1856년 미하일은 러시아 제국 육군 원수로 임명되었지만, 같은 해 병이 악화되어 오데사에서 사망하였다.